# Libnotes biprotensa
Libnotes biprotensa là một loài ruồi trong họ Limoniidae. Chúng phân bố ở miền Australasia.